# کبودکلا (آمل)
کبودکلا ، روستایی از توابع بخش دابودشت شهرستان آمل در استان مازندران ایران است.

## جمعیت
این روستا در دهستان دابوی میانی قرار دارد و براساس سرشماری مرکز آمار ایران در سال ۱۳۸۵، جمعیت آن 787 نفر (190خانوار) بوده‌است.
وجه تسمیه
با توجه به سخنان قدیمی های محل، حسین کاکو فردی بود که از شیراز به این منطقه مهاجرت نمود و بنیان روستای کبودکلا را بنا نهاد و گویا ابتدا نام روستا کاکوکلا بوده و طی سال ها به کبودکلا تغییر یافته است. 
قدیمی ترین اثری که از این روستا به جای مانده، کتاب قرآنی است چاپی مربوط به دوران ناصرالدین شاه قاجار و در صفحه ی ابتدای این قرآن دست نوشته ای وجود دارد که مربوط به صاحب اولیه این قرآن است.در این دست نوشته آمده است:
| «هوالواقف وقف مؤبد و حبس مخلد نمود توفیق] ناخوانا[ برای این یکجلد کلام الله را بر کافه مومنین اثنی عشریه که تا ثواب وقف عاید مرحومان حسین کاکو و قلی و شهربانو گردد علی التسویه و تولیت آنرا مفوض داشت بمعصوم بابا و بعده باشد اولاد ذکور بطنا بعد بطن و نسل بعد نسل بشرط القابلیه و الاستحقاق ........ بتاریخ بیست و هفتم صفر 1293» |

مهر کاتب در اثر مرور زمان در زیر این نوشته ناخوانا گشته است.در گوشه پایین صفحه با دست خط دیگری نوشته شده است  :« این کلام الله بعد از  معصوم رسید بدست فرزنداو ملاقلی خسروی و  بعد از ملا قلی رسید بدست فرزند ملاقلی عیسی خسروی»